# San Luis (tỉnh)
San Luis là một tỉnh nằm ở trung tâm Argentina. Tỉnh này giáp ranh với các tỉnh: La Rioja, Córdoba, La Pampa, Mendoza và San Juan.

## Liên kết
- Provincia de San Luis - Official website (in Spanish)
- Argentour: San Luis Province Lưu trữ ngày 30 tháng 9 năm 2007 tại Wayback Machine